# Katia et Volodia
Pour plus de détails, voir Fiche technique et Distribution.
Katia et Volodia est un documentaire franco-soviétique écrit, coproduit et réalisé en 1988 par Dominique Delouche, sorti en 1989.

## Synopsis
Documentaire sur le couple de danseurs le plus prestigieux d'URSS, Ekaterina Maximova et Vladimir Vassiliev. Tous deux étoiles du Théâtre Bolchoï, ils forment un duo sur scène comme à la ville. La caméra de Dominique Delouche les accompagne alors qu'à Moscou ou à Paris, ils répètent, enseignent, présentent leur datcha ou visitent un monastère. Ils s'expriment aussi avec franchise sur les difficultés liées au statut de danseur ou de chorégraphe dans le cadre du régime soviétique.

## Fiche technique
- Titre : Katia et Volodia
- Titre américain : Katia & Volodia. A Portrait in Dance
- Coproducteur et réalisateur : Dominique Delouche
- Coproducteur : Jérôme Clément
- Scénario Dominique Delouche
- Sociétés de production : Les Films du Prieuré (Paris), Videofilm-Goskino (Moscou) et La Sept, Cinémathèque de la Danse, Festival International de la danse de Paris, Ministère de la Culture (Direction des Affaires Internationales)
- Sociétés de distribution : Les Films du Prieuré et, en DVD : Doriane Films en France), VAI (aux USA)
- Directeur de la photographie : Daniel Vogel
- Pianiste : Pietro Galli
- Montage : Isabelle Dedieu, Sophie Durand
- Ingénieur du son : Julien Cloquet
- Tournage : en 1988 à Moscou (dont le Théâtre Bolchoï, la datcha de Katia et Volodia, le Couvent de Novodievitchi, ainsi qu'à Paris (dont le Théâtre du Châtelet)
- Pays :  France et  Union soviétique
- Genre : documentaire
- Format : Couleurs - Négatif et Positif : 35 mm
- Durée : 60 minutes

Dédicace : à Irène Lidova
- Visa de contrôle cinématographique no 69279 délivré le 21 août 1989 (Tous publics)
- Copyright 1988 Les Films du Prieuré
- Dates de sortie : 
  - Sortie nationale : le 20 septembre 1989
- Sortie en DVD : 8 novembre 2004

## Distribution
- Ekaterina Maximova
- Vladimir Vassiliev
- Elisabeth Maurin
- Richard Wilk
- Éric Vu-An
- Galina Oulanova
- Assaf Messerer